# Celine Van Gestel
Celine Van Gestel (* 7. November 1997 in Turnhout) ist eine belgische Volleyballspielerin. Die Außenangreiferin gewann in Belgien mehrere Titel in Meisterschaft und Pokal und stand mit Allianz MTV Stuttgart im deutschen Pokalfinale. In der Saison 2023/24 spielte sie bei den Ladies in Black Aachen.

## Karriere
Van Gestel begann ihre Karriere 2012 bei Asterix Kieldrecht, heute Asterix Avo Beveren. Mit dem Verein wurde sie von 2014 bis 2019 sechsmal in Folge belgische Meisterin sowie von 2014 bis 2018 fünfmal Pokalsiegerin. Seit 2015 gehört die Außenangreiferin zur belgischen Nationalmannschaft. Sie nahm an Europameisterschaften und anderen Turnieren teil. 2019 spielte sie mit Belgien in der Nations League. Danach wechselte sie zum deutschen Meister Allianz MTV Stuttgart. Mit dem Verein erreichte sie das Finale im DVV-Pokal 2019/20, das Stuttgart gegen den Dresdner SC verlor. Als die Bundesliga-Saison kurz vor den Playoffs abgebrochen wurde, stand die Mannschaft auf dem zweiten Tabellenplatz. Anschließend wechselte Van Gestel zum italienischen Erstligisten Il Bisonte Firenze.
2023 wechselte sie zum deutschen Bundesligisten Ladies in Black Aachen. In der Saison 2023/24 kamen die Ladies in Black ins Pokal-Viertelfinale gegen Allianz MTV Stuttgart. In der Bundesliga mussten sie als Tabellenletzter der Zwischenrunde erneut auf die Playoffs verzichten. Nach der Saison beendete sie ihre Profikarriere.